# SN 1961I
SN 1961i est une supernova découverte en juin 1961 dans la galaxie Messier 61 (NGC 4303) par Milton Humason à l'observatoire Palomar, la plus brillante des 16 supernovae découverte à Palomar cette année. Bien qu'originellement considérée par Fritz Zwicky comme le modèle d'une supernova de type III, des recherches ultérieures ont conduit à la classifier comme une supernova de type II,.